# Высокий (Прохоровский район)

## История
Высокий — хутор в Прохоровском районе Белгородской области. Входит в состав Призначенского сельского поселения.
Хутор Высокий был образован при Высокой яруге, которая впадает в Сагайдаченскую плоту, откуда  и получил название. Первопоселенцы были выходцы из слободы Бехтеевки (Корочанской).
В 1932 году хутор населяли 351 житель, входил в Гусек-Погореловский сельсовет. Во времена коллективизации здесь был создан колхоз  «Червонный хутор», в который также вошли и хутора: Кудрин, Вершина, Высыпное, Кожанов. После выхода захватчиков во время Великой Отечественной войны, колхоз продолжил свою деятельность, в нем были построены склады для хранения зерна, свиноферму, ферму для содержания крупного рогатого скота.  
В 1950 году после объединения колхозов, хутор Высокий вошел в состав колхоза  имени Кагановича Призначенского сельского Совета Прохоровского района Курской области.
В 1938 год на хуторе начала работу начальная школа, в которой обучалось порядка 40 учеников. В 1963 году открылся первый магазин.
Во времен Великой Отечественной войны, жители не только защищали свою родину на фронтах, но и трудились над строительством железной дороги Старой Оскол – Ржава.

## География
Находится в северной части Белгородской области, в лесостепной зоне, в пределах юго-западного склона Среднерусской возвышенности, к югу от автодороги М2, на расстоянии примерно 9 километров (по прямой) к востоку от Прохоровки, административного центра района. Абсолютная высота — 235 метров над уровнем моря.

### Климат
Климат характеризуется как умеренно континентальный, с относительно мягкой зимой и тёплым продолжительным летом. Среднегодовая температура воздуха — 5,4 °C. Средняя температура воздуха самого холодного месяца (января) — −9,2 °C; самого тёплого месяца (июля) — 16,4 — 24,3 °C. Безморозный период длится в среднем 155—160 дней. Годовое количество атмосферных осадков — 527—595 мм, из которых большая часть выпадает в тёплый период.

### Часовой пояс
Хутор Высокий как и вся Белгородская область, находится в часовой зоне МСК (московское время). Смещение применяемого времени относительно UTC составляет +3:00.

## Население
| 2002 | 2010 |
| ---- | ---- |
| 67   | ↘51  |

### Половой состав
По данным Всероссийской переписи населения 2010 года в гендерной структуре населения мужчины составляли 35,3 %, женщины — соответственно 64,7 %.

### Национальный состав
Согласно результатам переписи 2002 года, в национальной структуре населения русские составляли 91 %.